# Rhadinella posadasi
Rhadinella posadasi — вид змій родини полозових (Colubridae). Мешкає в Мексиці і Гватемалі.

## Поширення і екологія
Rhadinella posadasi мешкають на в горах Сьєрра-Мадре-де-Чіапас на південному сході мексиканського штату Чіапас та на заході Гватемалі. Вони живуть в гірських тропічних лісах. Зустрічаються на висоті від 500 до 1800 м над рівнем моря, переважно на висоті від 700 до 800 м над рівнем моря.

## Збереження
МСОП класифікує цей вид як такий, що перебуває під загрозою зникнення. Rhadinella posadasi загрожує знищення природного середовища.